# Эфце
Эфце (нем. Efze) — крупный приток Швальма в северном Гессене, Германия. Площадь бассейна реки составляет 220,543 км². Общая длина реки 38,2 км. Высота истока 559 м. Высота устья 116 м.

## География
Эфце относится к бассейну реки Везер, берёт начало в горах Кнюлльгебирге в 2 км западнее Шварценборна. Истоки находятся в горах Вильсберг и Кнюллькёпфхен. Река течёт в юго-восточном направлении через Кнюльвальд, где встречается с рукавом Хербетсбах, Валленштайн (рукав Лохбах), Фёлькерсхайм (наиболее длинный рукав Брайтенбах), Реддингсхаузен и Ремсфельд.
После Ремсфельда Эфце поворачивает в северо-западном направлении и течёт через Рельбехаузен и Хольцхаузен, далее по южной части Кернштадта, пригорода Хомберг (Эфце). После деревни Касдорф река устремляется на север, где в неё впадают Оэбах, Клингельбах. Река достигает деревни Хебель в коммуне Ваберн. Между поселениями Унсхаузен на востоке и Уттерсхаузен на западе впадает Эфце в Швальму.

## Восстановление
До 2008 года Эфце входила в проект восстановления естественного состояния и очищения реки (Директива 92/43/ЕЭС).

## Притоки
| Название                | Сторона | Протяжённость (км) | Водосбор(км²) | Исток (у/в/около) | Эфце-км | Идентификатор |
| ----------------------- | ------- | ------------------ | ------------- | ----------------- | ------- | ------------- |
| Штадграбен              | левая   | 4,3                | 5,578         | Гребенхаген       | 31,8    | 42888-12      |
| Хербетсбах              | левая   | 6,4                | 7,418         | Аппенфельд        | 28,25   | 42888-2       |
| Рипперсвассер           | левая   | 1,2                |               | Аппенфельд        | 27,5    | 42888-314     |
| Ручей руин Валленштайна | правая  | 2,5                |               | Валленштайн       | 26,05   | 42888-316     |
| Лохбах (Лохбахкламм)    | левая   | 1,5                |               | Валленштайн       | 26,0    | 42888-318     |
| Брайтенбах              | правая  | 7,1                | 13,745        | Фёлькерсхайм      | 23,8    | 42888-4       |
| Ручей из Гернгрунда     | правая  | 1,7                |               | Ремсфельд         | 19,75   | 42888-532     |
| Ручей из Шелльбаха      | левая   | 3,0                |               | Ремсфельд         | 19,7    | 42888-534     |
| Эшербах                 | правая  | 3,0                |               | Ремсфельд         | 19,35   | 42888-536     |
| Хундельвассер           | правая  | 2,1                | 4,434         | Ремсфельд         | 18,85   | 42888-6       |
| Каттербах               | правая  | 3,0                | 5,646         | Хольцхаузен       | 13,8    | 42888-72      |
| Оэбах                   | левая   | 21,7               | 103,427       | Касдорф           | 9,0     | 42888-8       |
| Клингельбах             | правая  | 4,6                | 7,083         | Берге             | 3,95    | 42888-92      |